# Олінськ
О́лінськ (рос. Олинск) — село у складі Нерчинського району Забайкальського краю, Росія. Адміністративний центр Олінського сільського поселення.

## Населення
Населення — 941 особа (2010; 1043 у 2002).
Національний склад (станом на 2002 рік):
- росіяни — 99 %

## Персоналії
Уродженцем села є Торхов Олексій Валентинович (1961) — український російськомовний поет і публіцист.